# أيامونتي
بلدية أيامونتي (بالإسبانية: Ayamonte) هي بلدية تقع في مقاطعة ولبة التابعة لمنطقة أندلوسيا جنوب إسبانيا.

## الديموغرافيا
بلغ عدد سكان بلدية أيامونتي 20.763 نسمة عام 2011 (وفقاً للمعهد الوطني الإسباني للإحصاء).
| 17.566 | 16.980 | 17.292 | 18.001 | 19.380 | 20.334 | 20.763 |

## أعلام
- أنطونيو ليون أورتيغا
- ماريا لوبيز